# Wellenwiderstand des Vakuums
Der Wellenwiderstand des Vakuums oder Feldwellenwiderstand des Vakuums, auch (Feld-)Wellenimpedanz des Vakuums,  ist eine physikalische Konstante mit der Einheit Ohm. Er gibt das Verhältnis zwischen den Beträgen der elektrischen Feldstärke {\displaystyle {\vec {E}}} und der magnetischen Feldstärke {\displaystyle {\vec {H}}} einer elektromagnetischen Welle an, die sich im Vakuum ausbreitet, also:
{\displaystyle Z_{0}={\frac {|{\vec {E}}|}{|{\vec {H}}|}}.}
Im Internationalen Einheitensystem (SI) beträgt der Wert
{\displaystyle {\begin{aligned}Z_{0}=\mu _{0}\,c&=376{,}730\,313\,412(59)\,\Omega \\&\approx 120\pi \,\Omega \,.\end{aligned}}}

## Bezeichnung
Die Internationale Elektrotechnische Kommission (IEC) und die DKE verwenden die Bezeichnungen „Vakuum-Feldwellenimpedanz“ und „Feldwellenimpedanz des leeren Raums“.
Die DIN-Norm 1324 verwendet den Begriff „Feldwellenwiderstand“.
Auch das Wort „Freiraumwellenwiderstand“ ist geläufig.
Auf Englisch verwenden sowohl die IEC als auch
CODATA die Bezeichnung „characteristic impedance of vacuum“.

## Zusammenhang mit anderen Naturkonstanten
Der Wellenwiderstand des Vakuums kann aus anderen Naturkonstanten berechnet werden:
{\displaystyle Z_{0}={\sqrt {\frac {\mu _{0}}{\varepsilon _{0}}}}=\mu _{0}\,c.}
Darin sind:
- {\displaystyle \mu _{0}} die magnetische Feldkonstante,
- {\displaystyle \varepsilon _{0}} die elektrische Feldkonstante,
- {\displaystyle c} die Lichtgeschwindigkeit.

Bis zur Neudefinition der SI-Einheiten im Jahr 2019 waren die Zahlenwerte der Konstanten {\displaystyle c} und {\displaystyle \mu _{0}} durch die Definition der Einheiten „Meter“ und „Ampere“ exakt festgelegt. Dadurch hatte {\displaystyle Z_{0}} den exakten Wert von {\displaystyle Z_{0}=4\pi \cdot 29{,}979\,245\,8~\Omega }. Seit dem 20. Mai 2019 ist zwar der Zahlenwert von {\displaystyle c} immer noch exakt, aber {\displaystyle \mu _{0}} nicht mehr. Damit unterliegt der Zahlenwert des Produkts {\displaystyle Z_{0}=\mu _{0}\,c} derselben relativen Messunsicherheit (1,5 × 10−10) wie der von {\displaystyle \mu _{0}}.

## Wellenwiderstand in einem Medium
Bei der Ausbreitung elektromagnetischer Wellen in einem dielektrischen Medium ist der Wellenwiderstand {\displaystyle Z_{F}} von der Permeabilität {\displaystyle \mu } und der Permittivität {\displaystyle \varepsilon } des Mediums abhängig:
{\displaystyle Z_{F}={\sqrt {\frac {\mu }{\varepsilon }}}={\sqrt {\frac {\mu _{0}\mu _{\mathrm {r} }}{\varepsilon _{0}\varepsilon _{\mathrm {r} }}}}=Z_{0}{\sqrt {\frac {\mu _{\mathrm {r} }}{\varepsilon _{\mathrm {r} }}}}.}
Die Dielektrizitätszahl {\displaystyle \varepsilon _{\mathrm {r} }} von Luft unter Normalbedingungen beträgt etwa {\displaystyle \varepsilon _{\mathrm {r} }\approx 1{,}00059}, ihre Permeabilitätszahl {\displaystyle \mu _{\mathrm {r} }} ist nur geringfügig größer als 1. Der Wellenwiderstand der Atmosphäre ist mit ungefähr {\displaystyle 376{,}62\;\Omega } gegenüber dem Wellenwiderstand des Vakuums um gut {\displaystyle 0{,}1\;\Omega } reduziert.